# Amandoti/Annarella
Amandoti/Annarella è l'ultimo singolo del gruppo musicale italiano CCCP - Fedeli alla linea, pubblicato nel 1990 come estratto dall'album Epica Etica Etnica Pathos.

## Descrizione

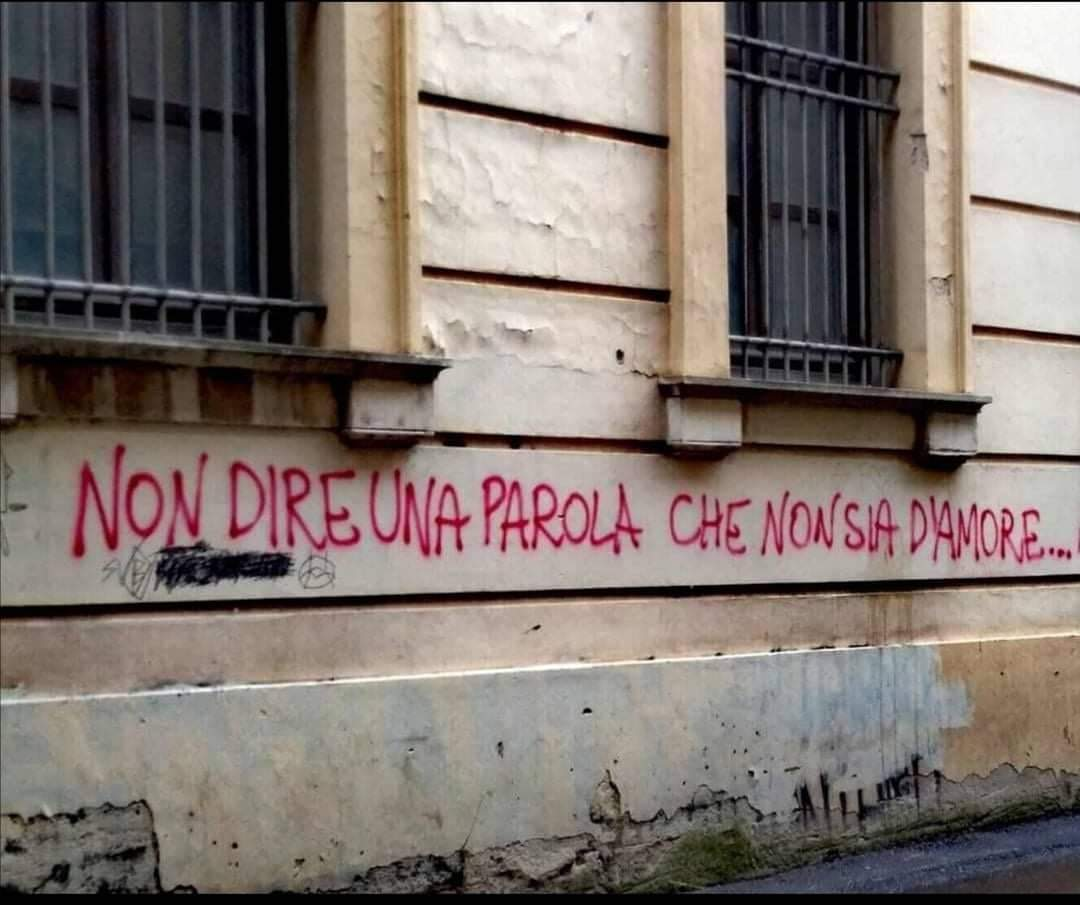
Canzone Annarella sui muri di Teramo

Amandoti/Annarella esce su 7" nel 1990, pubblicato dalla Virgin, come promo destinato alle radio. Nel 2014, in occasione del Record Store Day, viene tuttavia ristampato dalla Universal Music Italia in un'edizione in vinile colorato e con le tracce invertite, destinata alla vendita al pubblico.

## Tracce
7" 1990
1. Amandoti (testo: Giovanni Lindo Ferretti – musica: Massimo Zamboni)
2. Annarella (Francesco Magnelli, Gianni Maroccolo, Giovanni Lindo Ferretti, Massimo Zamboni)

7" 2014
1. Annarella – 4:24 (Francesco Magnelli, Gianni Maroccolo, Giovanni Lindo Ferretti, Massimo Zamboni)
2. Amandoti (sedicente cover) – 2:51 (testo: Giovanni Lindo Ferretti – musica: Massimo Zamboni)

Durata totale: 7:15

## Crediti

### Formazione
- Giovanni Lindo Ferretti - voce
- Massimo Zamboni - chitarre
- Gianni Maroccolo - basso
- Giorgio Canali - chitarra
- Francesco Magnelli - tastiera
- Ringo De Palma - batteria
- Danilo Fatur - cori
- Annarella Giudici - cori

### Altri musicisti
- Paolo Simonazzi - fisarmonica in Amandoti
- Marco Lega - tappeto Angelico in Annarella

### Personale tecnico
- Giorgio Canali - mixaggio, registrazioni
- Francesco Magnelli - arrangiatore
- Gianni Maroccolo - arrangiatore, produttore, mixaggio, registrazioni
- Massimo Zamboni - mixaggio

## Edizioni
- 1990 - Amandoti/Annarella (Virgin, RADIO 5001, 7")
- 2014 - Annarella/Amandoti (sedicente cover) (Universal Music Italia, 0602537810451, 7")

## Cover
Gianna Nannini nel 2004 realizzò una cover di Amandoti pubblicata all'interno dell'album Perle. Diventò talmente popolare che ancora oggi in molti sono convinti sia una sua canzone.
I Måneskin ne hanno eseguito una loro versione insieme a Manuel Agnelli durante la terza serata del Festival di Sanremo 2021, edizione da loro poi vinta.
Talèa  ha realizzato una cover di Amandoti presentata a X Factor nel 2022 pubblicata successivamente come singolo.
Il cantante Settembre ha pubblicato una propria versione del brano come singolo nel 2024 con alcune modifiche al testo e l'aggiunta di alcune parti.